# Tučapy (Dub nad Moravou)
Tučapy je část městyse Dub nad Moravou v okrese Olomouc na Hané. Nachází se na severozápadě Dubu nad Moravou. Prochází zde silnice II/435. V roce 2009 zde bylo evidováno 81 adres. V roce 2001 zde trvale žilo 162 obyvatel.
Tučapy leží v katastrálním území Dub nad Moravou o výměře 15,21 km2.

## Název
Na vesnici bylo přeneseno původní pojmenování jejích obyvatel Tučapi ("kteří tu čapí, tj. se zde usídlili", odvozeno od čapit - "přidřepnout"). Šlo o pojmenování pro nově přišlé osadníky.

## Historie
První písemná zmínka o obci pochází z roku 1131.

## Pamětihodnosti
- Boží muka Tučapy
- Přírodní památka Tučapská skalka nedaleko vesnice
- Tučapské lípy